# 恆等式列表

畢達哥拉斯恆等式的視覺證明

數學恆等式列表：

## 定義
恒等式（英語： Equation）是指等式等号两边永远相等的表达式。恒等式的等号可用恒等号（≡）表示。

## 乘法公式類
以下是常見的乘法公式：
1. 分配律：{\displaystyle (a+b)(c+d)=ac+ad+bc+bd\,\!}
2. 和平方：{\displaystyle (a+b)^{2}=a^{2}+2ab+b^{2}\,\!}
  - 三項和平方：{\displaystyle (a+b+c)^{2}=a^{2}+b^{2}+c^{2}+2ab+2bc+2ca\,\!}
3. 差平方：{\displaystyle (a-b)^{2}=a^{2}-2ab+b^{2}\,\!}
  - 三數差平方：{\displaystyle (a-b-c)^{2}=a^{2}+b^{2}+c^{2}-2ab+2bc-2ca\,\!}
4. 平方和：{\displaystyle a^{2}+b^{2}=(a+bi)(a-bi)\,\!}
5. 平方差：{\displaystyle a^{2}-b^{2}=(a+b)(a-b)\,\!}
6. 和立方：{\displaystyle (a+b)^{3}=a^{3}+3a^{2}b+3ab^{2}+b^{3}\,\!}
7. 差立方：{\displaystyle (a-b)^{3}=a^{3}-3a^{2}b+3ab^{2}-b^{3}\,\!}
8. 立方和：{\displaystyle a^{3}+b^{3}=(a+b)^{3}-3ab(a+b)=(a+b)(a^{2}-ab+b^{2})\,\!}
9. 立方差：{\displaystyle a^{3}-b^{3}=(a-b)^{3}+3ab(a-b)=(a-b)(a^{2}+ab+b^{2})\,\!}
10. 等冪求和：{\displaystyle a^{3}+b^{3}+c^{3}-3abc=(a+b+c)(a^{2}+b^{2}+c^{2}-ab-bc-ca)\,\!}
11. 等冪和差：{\displaystyle a^{4}+a^{2}b^{2}+b^{4}=(a^{2}+ab+b^{2})(a^{2}-ab+b^{2})\,\!}
12. 平方和、平方差延伸：{\displaystyle a^{2}+b^{2}=(a+b)^{2}-2ab=(a-b)^{2}+2ab\,\!}
13. 多项式平方：{\displaystyle (a+b+c+d)^{2}=a^{2}+b^{2}+c^{2}+d^{2}+2ab+2ac+2ad+2bc+2bd+2cd\,\!}
14. 三數和立方：{\displaystyle (a+b+c)^{3}=a^{3}+b^{3}+c^{3}+3(a+b)(b+c)(a+c)\,\!}

## 著名等式
- 貝祖等式：雖然名稱有「等式」一詞，但這是最大公因數的定理，得名於法國數學家艾蒂安·貝祖。
- 二项式逆定理（英语：Binomial inverse theorem）：由伍德伯里矩阵恒等式（Woodbury matrix identity）衍生的定理。
- 二项式定理：說明了二項式的冪的代數展開的定理。
- 婆罗摩笈多-斐波那契恒等式：{\displaystyle (a^{2}+b^{2})(c^{2}+d^{2})=(ac-bd)^{2}+(ad+bc)^{2}\,\!}
- 坎迪多等式（英语：Candido's identity）：{\displaystyle \left[x^{2}+y^{2}+(x+y)^{2}\right]^{2}=2[x^{4}+y^{4}+(x+y)^{4}]\,\!}
- 欧拉四平方和恒等式：如果两个数都能表示为四个平方数的和，则这两个数的积也能表示为四个平方数的和。
- Degen八平方和恆等式（英语：Degen's eight-square identity）：如果两个数都能表示为八个平方数的和，则这两个数的积也能表示为八个平方数的和。
- 歐拉恆等式：{\displaystyle {{{e}^{{i}\,{\pi }}}+{1}}=0}，包括虛數單位以及二個超越數的等式。
- 卡西尼及卡塔蘭恆等式（英语：Cassini and Catalan identities）：有關斐波那契数列的等式，{\displaystyle F_{n-1}F_{n+1}-F_{n}^{2}=(-1)^{n}.}。
- 海涅恆等式（英语：Heine's identity）：有關平方根倒數函數的傅里叶展開的恆等式。
- 海曼恆等式（英语：Hermite's identity）：有關下取整函数（floor）求和的恆等式。
- 拉格朗日恒等式：{\displaystyle \|\mathbf {a} \|^{2}\ \|\mathbf {b} \|^{2}-(\mathbf {a\cdot b} )^{2}=\sum _{1\leq i<j\leq n}\left(a_{i}b_{j}-a_{j}b_{i}\right)^{2}\ ,}
- 三角恒等式：許多有關三角函數的恒等式。
- Enumerator polynomial
- Matrix determinant lemma
- 牛頓恆等式：描述了冪和對稱多項式以及初等對稱多項式之間的關係
- 帕塞瓦尔恒等式：{\displaystyle \sum _{n=-\infty }^{\infty }|c_{n}|^{2}={\frac {1}{2\pi }}\int _{-\pi }^{\pi }|f(x)|^{2}\,dx,}，“函数的傅里叶系数的平方和”与“函数平方后的积分值”可以直接换算。
- Pfister's sixteen-square identity
- Sherman–Morrison formula
- Sophie Germain identity
- Sun's curious identity
- Sylvester's determinant identity
- 范德蒙恒等式：{\displaystyle {\binom {n+m}{k}}=\sum _{i=0}^{k}{\binom {n}{i}}{\binom {m}{k-i}}}，是有关组合数的求和公式。
- 伍德伯里矩阵恒等式：{\displaystyle \left(A+UCV\right)^{-1}=A^{-1}-A^{-1}U\left(C^{-1}+VA^{-1}U\right)^{-1}VA^{-1},}

## 函數恆等式
- Exterior calculus identities
- 斐波那契数列和斐波那契数列
- Hypergeometric function identities
- 对数函数积分表
- List of topics related to π
- List of trigonometric identities
  - 反三角函数
- 对数恒等式
- 求和符号
- 向量恆等式列表

## 外部連結
- 代數恆等式集 A Collection of Algebraic Identities （页面存档备份，存于）
- 矩陣恆等式 Matrix Identities （页面存档备份，存于）
- Encyclopedia of Equation:等式的百科词典